# Municipio de Sumner (condado de Buchanan)
El municipio de Sumner (en inglés: Sumner Township) es un municipio ubicado en el condado de Buchanan en el estado estadounidense de Iowa. En el año 2010 tenía una población de 3014 habitantes y una densidad poblacional de 33,74 personas por km².

## Geografía
El municipio de Sumner se encuentra ubicado en las coordenadas 42°25′49″N 91°53′45″O / 42.43028, -91.89583. Según la Oficina del Censo de los Estados Unidos, el municipio tiene una superficie total de 89.34 km², de la cual 88,58 km² corresponden a tierra firme y (0,84 %) 0,75 km² es agua.

## Demografía
Según el censo de 2010, había 3014 personas residiendo en el municipio de Sumner. La densidad de población era de 33,74 hab./km². De los 3014 habitantes, el municipio de Sumner estaba compuesto por el 97,31 % blancos, el 0,63 % eran afroamericanos, el 1 % eran asiáticos, el 0,23 % eran de otras razas y el 0,83 % eran de una mezcla de razas. Del total de la población el 0,86 % eran hispanos o latinos de cualquier raza.